# Chùa Hải Tạng

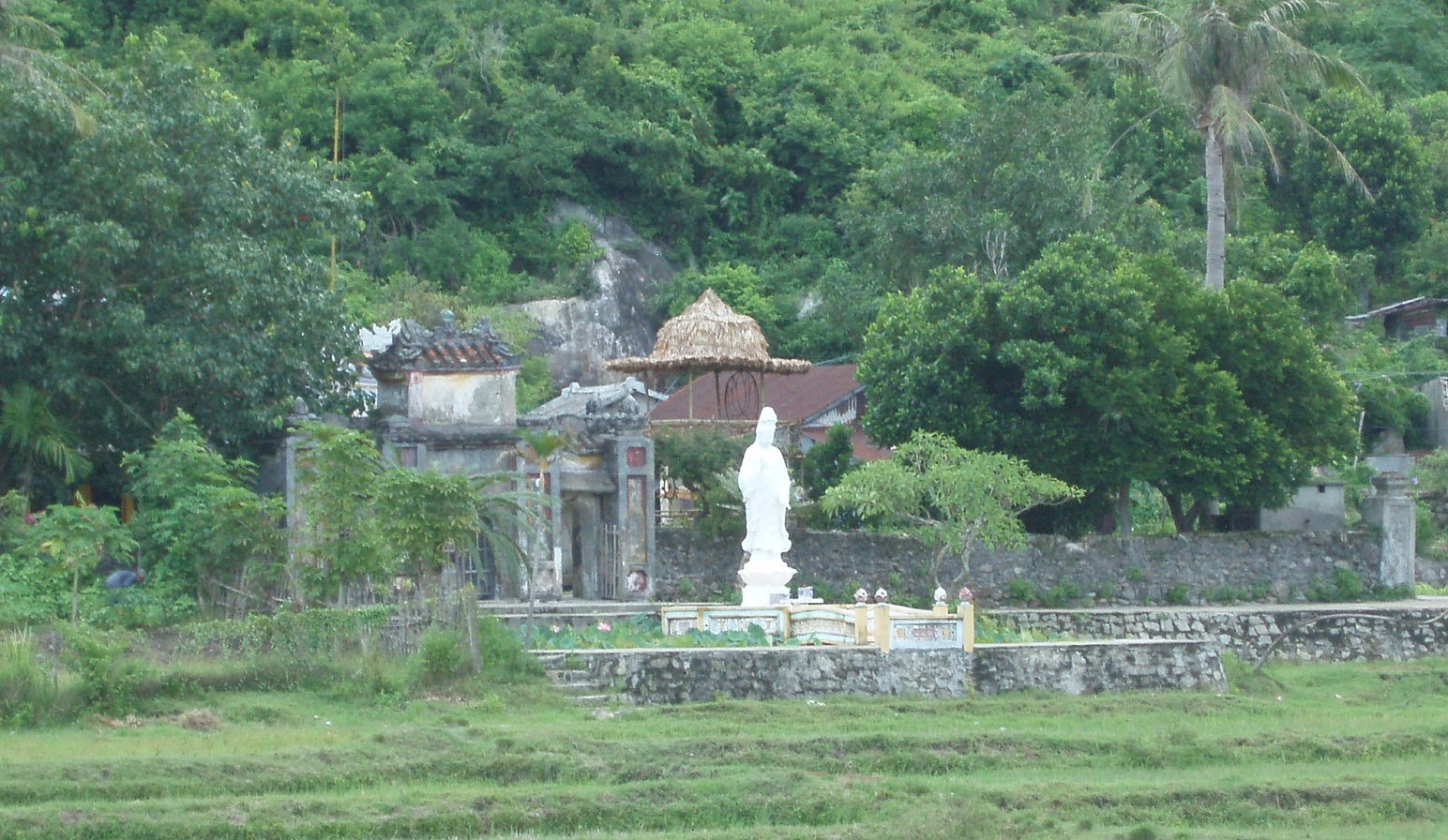
Toàn cảnh chùa Hải Tạng

Chùa Hải Tạng là một ngôi cổ tự trên đảo Cù lao Chàm, Hội An, Quảng Nam. Chùa được xây dựng vào năm 1758 (năm Cảnh Hưng thứ 19). Chùa tọa lạc sát chân núi phía tây của Đảo Hòn Lao, lưng tựa vào núi, mặt nhìn ra một thung lũng nhỏ là cánh đồng lúa duy nhất của Cù lao Chàm. Chùa Hải Tạng thờ Phật và thánh thần, đáp ứng nhu cầu tín ngưỡng của ngư dân trong vùng và cũng là nơi thương thuyền các nước tín ngưỡng Phật giáo ghé vào hành lễ, cầu nguyện. Thoạt tiên, chùa được xây dựng cách vị trí hiện nay khoảng 200m về hứơng đông bắc, về sau do mưa bão làm hư hại nên năm 1848 (Tự Đức nguyên niên), một số ngư dân và thương gia hiệp lực xây dựng lại ngôi chùa ở vị trí ngày nay. Chùa được tường thành bằng đá bao bọc xung quanh để ngăn trăn và rắn độc. Tam quan chùa cao 5m, rộng 1,5m, dài 6m. Tên chùa Hải Tạng: Hải là biển, Tạng là Tam tạng kinh điển, với ý nghĩa chùa là nơi hội tụ kinh Tam Tạng mênh mông như biển cả. Đặc biệt trong chùa còn lưu giữ một quả đại hồng chung, trên chuông có một con rồng mang phong cách những năm đầu thời Lê sơ, như vậy quả chuông này có thể có niên đại trước cả thời điểm xây dựng chùa. Hiện tại chùa không có sư trụ trì mà chỉ có một cặp vợ chồng già trông nom hương khói. Chùa Hải Tạng còn là một điểm tham quan khi du lịch Cù lao Chàm.

## Hình ảnh

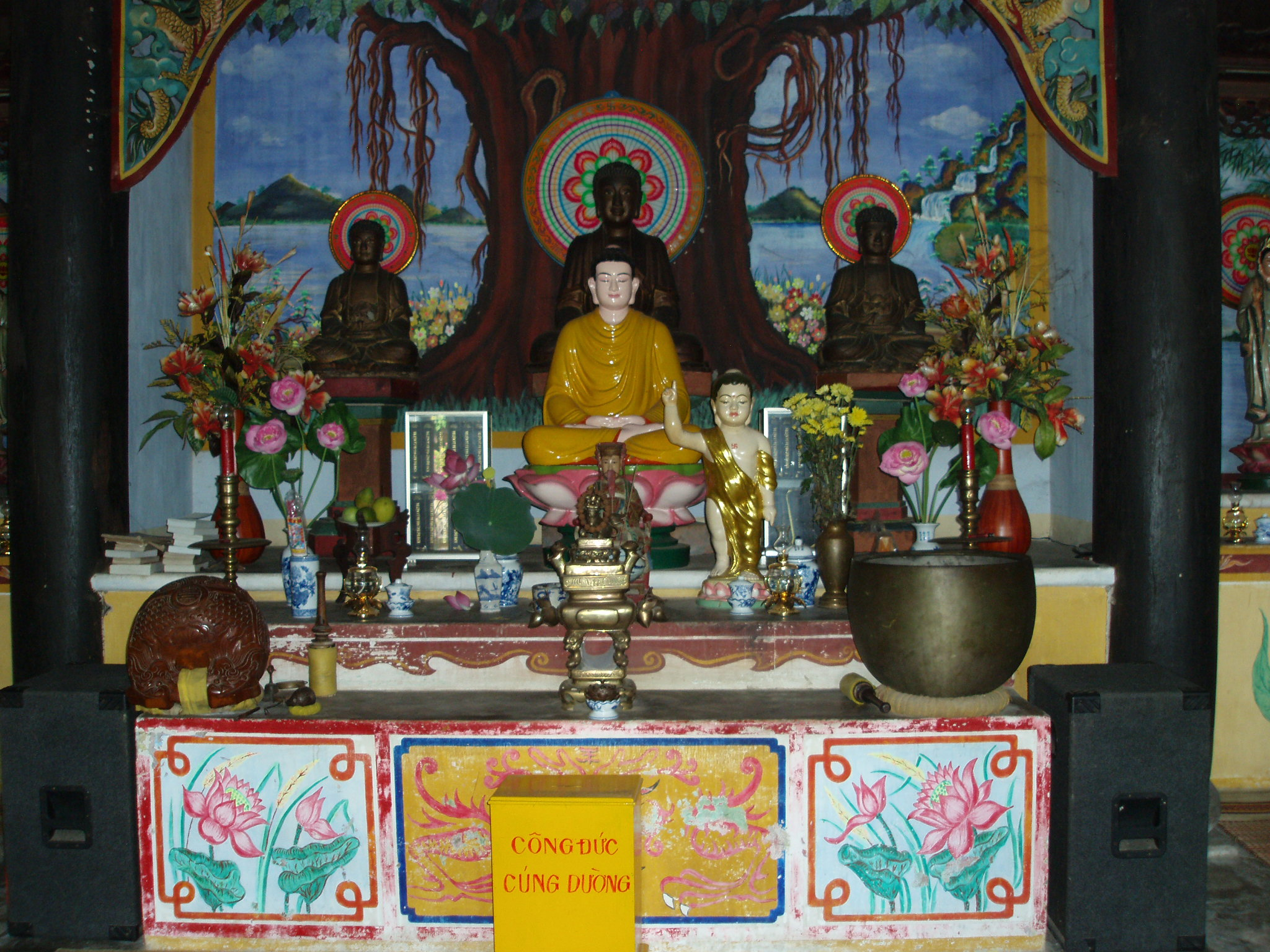
Chánh điện chùa với bộ tượng Tam thế đời Cảnh Hưng
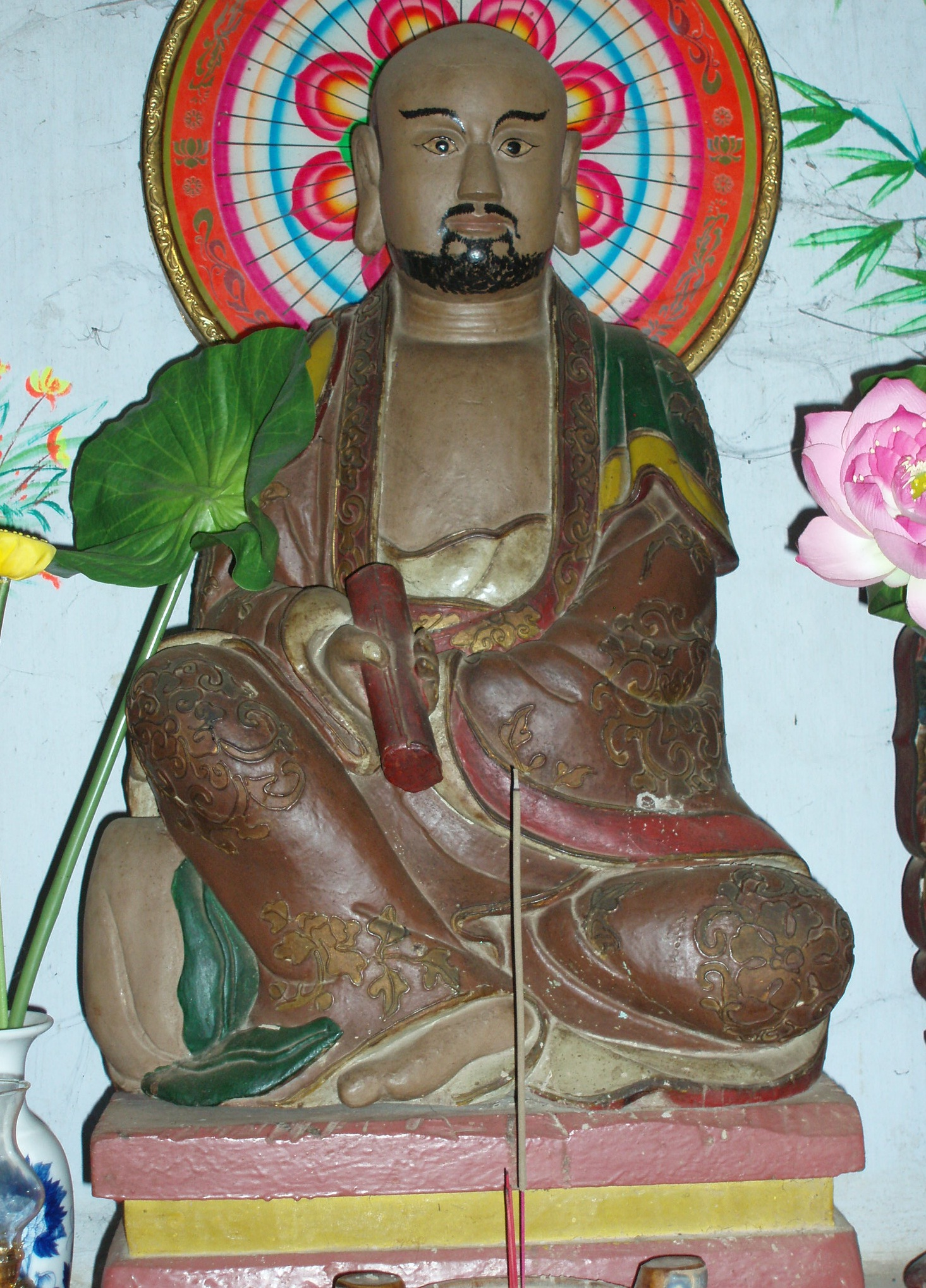
Tượng Đat Ma Sư tổ trong chùa Hải Tạng
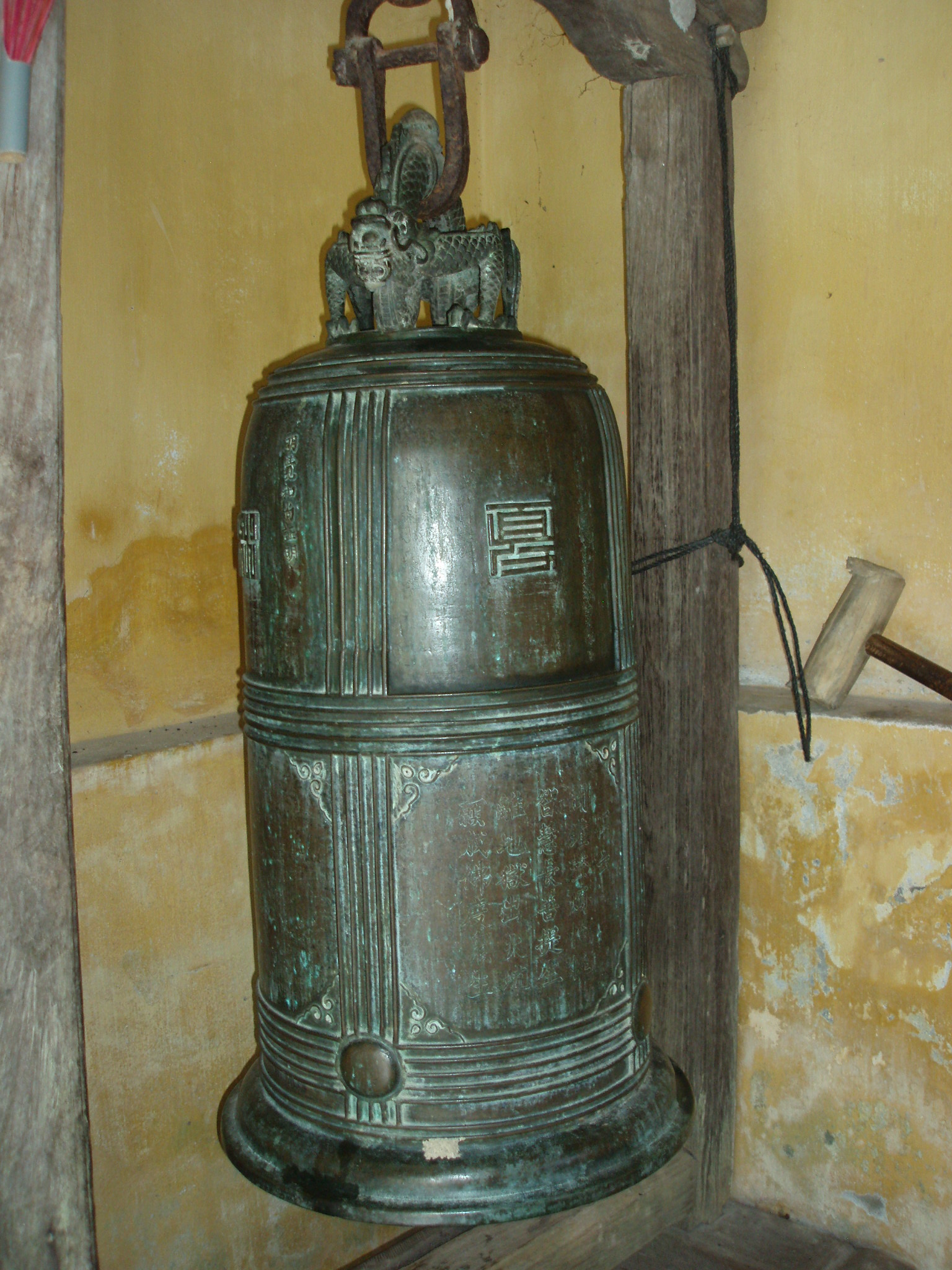
Quả hồng chung có thể có niên đại trước khi chùa được xây dựng
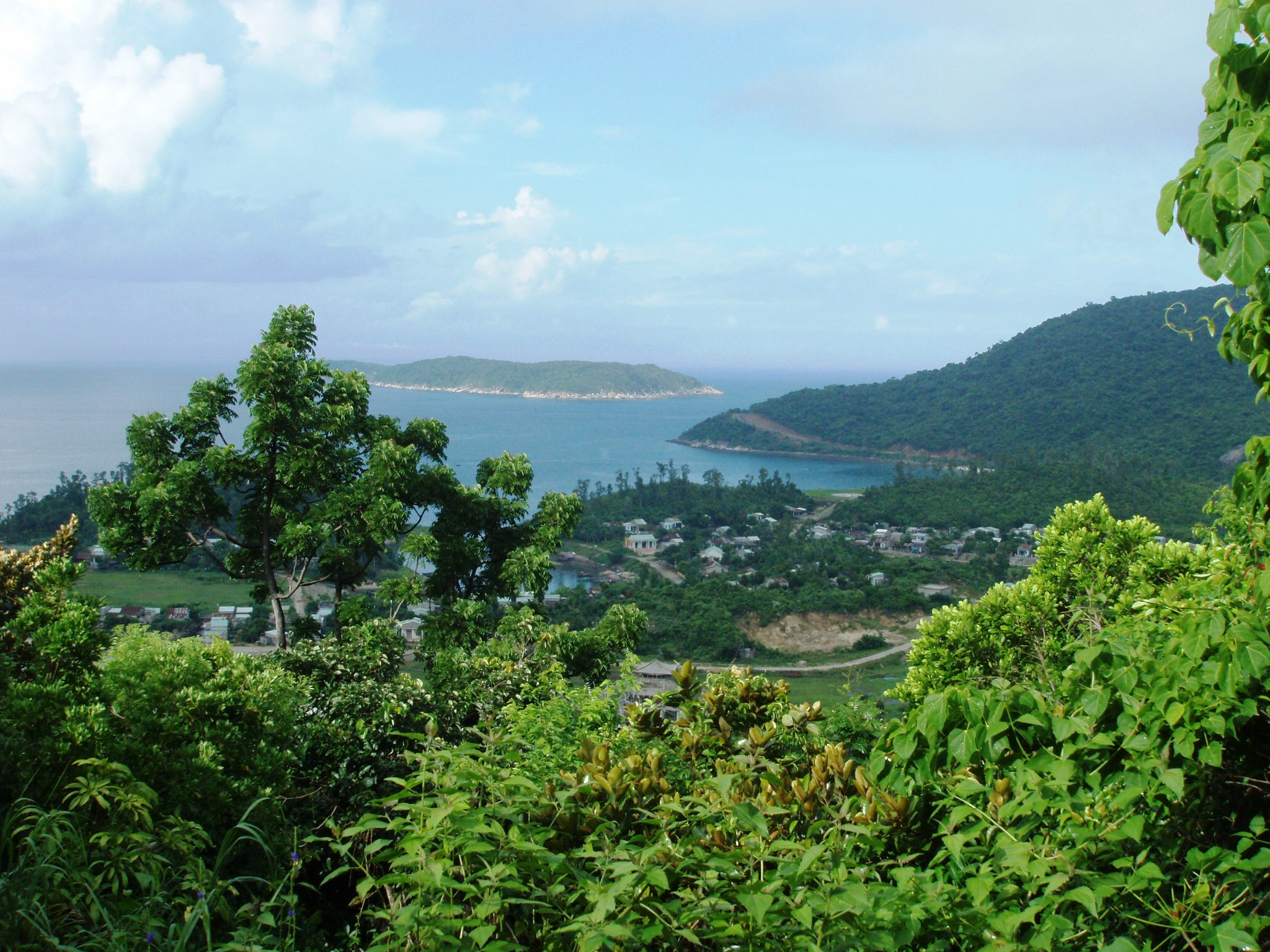
Một góc Cù lao Chàm.